# 목포옥남초등학교
목포옥남초등학교는 대한민국 전라남도 목포시 옥암동에 있었던 공립 초등학교이다.

## 연혁
- 1976년 3월 5일 : 무안군 옥남국민학교로 개교
- 1984년 3월 8일 : 병설유치원 개원
- 1987년 4월 1일 : 행정구역 개편으로 인해 목포옥남국민학교로 변경
- 1996년 3월 1일 : 목포옥남초등학교로 변경
- 2008년 8월 31일 : 폐교 및 목포옥암초등학교와 통합[1]